# 風たちの遺言
『風たちの遺言』（かぜたちのゆいごん）は、TBS系列「ドラマ30」枠にて1995年4月3日〜5月26日に放送された昼ドラマ。中部日本放送（CBC）制作。
終戦からちょうど50年という節目の年にあたるのを踏まえ、太平洋戦争中の東京・浅草を舞台としたドラマ30唯一の時代モノ作品であり、同枠初の男性が主演である。全40話。

## キャスト
- 平石信治（市川徹） ：石黒賢
- 松山忍 ：中山忍
- 松山耐 ：いとうまい子
- 松山春江 ：島かおり
- 島崎正幸 ：山下規介
- 山岸勇次 ：大和田獏
- 安藤 ：山本學
- せんべい ：川上たけし
- ふとん ：鷲尾真知子
- タケシ ：柚原旬
- ナツミ ：庄野真代
- 田中まり子 ：宮島依里
- 尾上 ：園岡新太郎
- 平石信治（本物） ：山口智宏[2]
- 良江：中山玲
- 左右田一平
- 沢たまき
- 阿南健治
- 中原潤
- 吉家章人
- 宮崎達也
- 宇崎慧
- ナレーション ：市原悦子

## スタッフ
- 脚本 - 梶本惠美
- プロデューサー[3] - 松村俊二、冨永晃一
- 演出 - 星田良子・佐藤祐市
- 制作 - 中部日本放送・共同テレビジョン
- 音楽 - 桑原研郎

## 主題歌
- 国分友里恵「愛を胸に」（作詞・国分友里恵、作曲・岩本正樹）[3]